# 久世みずき
久世 みずき（くぜ みずき、3月24日 - ）は、日本の漫画家。大分県出身。アミューズメントメディア総合学院東京校卒業。
2003年、「デリシャス・レッスン」（小学館の『ちゃおDX』春号に掲載）にてデビュー。以来、『ちゃお』本誌および『ちゃおDX』を中心に活躍を続けていたが、2016年3月27日付のブログ記事にて『ちゃお』からの引退を宣言した。ただし、引退宣言から5年余の後、『ちゃおDX』2021年9月号と11月号にて再び読み切り作品を発表している。
その後、講談社の『なかよし』2017年12月号にて「あやかしお薬手帖」を発表。また、秋田書店の『ミステリーボニータ』2018年4月号から2020年5月号までショート漫画「終末フレンズ」を連載した。この他、オンラインでもオリジナル作品を連載中。

## 作品リスト
漫画
- デリシャス・レッスン（『ちゃおDX』2003年春号、小学館）
- 笑顔のススメ（『ちゃおDX』2003年初夏号）
- 恋するキモチ つたえかた（『ちゃお増刊ChuChu』2003年夏号、小学館）
- クリスマスの恋人（『ちゃおDX』2004年冬号）
- みやこ☆春一番!（『ちゃおDX』2004年春号）
- ココナッツチャペル（『ちゃお』2004年7月号、小学館）
- ステップアンドゴー（『ちゃお増刊ChuChu』2004年夏号）
- ハナマル恋愛論（『ちゃおDX』2004年秋号）
- 恋心桜色（『ちゃおDX』2005年春号）
- Pure♥Drop Honey（『ちゃおDX』2005年初夏号）
- レンタルパパ（『ちゃお増刊ChuChu』2005年初夏号）
- スペシャル☆9!!（『ちゃおDX』2005年秋号）
- 悪魔的KISS（『ちゃおDX』2006年冬号）
- さくらさくら（『ちゃおDX』2006年春号）
- TOKYO指向GIRL、東へ（『ちゃおDX』2006年初夏号）
- 7月7日のラプソディー（『ちゃお』2006年7月号）
- 夏色少年。（『ちゃおDX』2006年夏号）
- 金魚一夜（『ちゃおDX』2006年秋号）
- さくら咲くころ会いましょう（『ちゃおDX』2007年春待ち号）
- 電脳コイル（『ちゃお』2007年7月号別冊ふろく）
- アニマル+マニュアル（『ちゃおDX』2007年秋の大増刊号）
- なでしこ♥プリマ（『ちゃお』2008年5月号 - 7月号）
- ダブルとらぶる（『ちゃおDX』2009年春待ち超大増刊号）
- ダブルすくらんぶる（『ちゃおDX』2009年春の超大増刊号）
- ドリームステップ（『ちゃおDX』2009年初夏の超大増刊号）
- 真代家こんぷれっくす!（『ちゃおDX』2009年冬の大増刊号 - 2016年5月号まで不定期連載）
- むげんのサーカス（『ちゃおホラーDX』2011年冬号）
- トライ／アングル（『ちゃお』2011年7月号 - 9月号）
- 七色マッチの少女（『ちゃおホラーDX』2012年冬号）
- 真夜中のお茶会（『ちゃおホラーDX』2012年夏号）
- 魔法使いにヒメのKISS（『ちゃお』2012年12月号 - 2013年2月号、『ちゃおDX』2013年春待ち号）
- 挟身－ハサミ－（『ちゃおホラーDX』2013年春号）
- 夏恋スローライン（『ちゃお』2013年7月号 - 9月号）
- ひとりじめ♥ヒロイン（『ちゃお』2013年12月号 - 2014年3月号）
- トワイライトスカイの放課後（『ちゃお』2014年7月号）
- 恋する♥ペン先（『ちゃお』2015年2月号）
- 真夏の永遠（『ちゃおDX』2015年9月号）
- あやかしお薬手帖（『なかよし』2017年12月号）
- 終末フレンズ（『ミステリーボニータ』2018年4月号 - 2020年5月号）
- お嬢様、本日のメニューです（『月刊プリンセス』2018年10月号 - 2019年6月号）
- 春霞瑞獣伝 後宮にもふもふは必要ですか？（原作：九江桜、『月刊プリンセス』別冊付録プリンセス・パレス vol.1 - vol.6）
- ＃VR 高校デビュー！（「comico」2020年8月11日 - 2021年3月9日）
- コイビト交換日記（「Palcy」2020年8月29日 - 2021年12月18日）
- メイドイン♥Smile〜キミ色リストバンド〜（『ちゃおDX』2021年9月号）
- トナリの好きなひと（『ちゃおDX』2021年11月号）
- 宝石物語 ジェムストーリーズ（原作：九十九森、『フォアミセス』2022年11月号[3]、2023年3月号[4]）
- 伯爵家を守るためにとりあえず婚約しました〜ニートの令嬢は醜聞をはらし意地悪な侯爵家に対抗するためいちかばちかの婚約を決断する〜（原作：しののめめい、キャラクター原案：春が野かおる、『Palcy』2023年4⽉29⽇ - 2024年4月13日）

挿絵
- ネオ里見八犬伝 サトミちゃんちの8男子（こぐれ京著、角川つばさ文庫 1 - 4巻、以後はキャラクター原案）
  - ネオ里見八犬伝 サトミちゃんちの1男子（こぐれ京著、角川つばさ文庫、キャラクター原案）
- 南総里見八犬伝（こぐれ京著、角川つばさ文庫、キャラクター原案）
- 真代家こんぷれっくす!（ノベライズ、宮沢みゆき著、小学館ジュニア文庫）
- 世界の中心で、愛をさけぶ（片山恭一著、小学館ジュニア文庫）

## 書籍情報
小学館
- 7月7日のラプソディー（ちゃおコミックス） ISBN 978-4-09-130520-6（2006年6月30日発行）
- 電脳コイル（ちゃおコミックス） ISBN 978-4-09-131265-5（2007年10月31日発行）
- なでしこ♥プリマ（ちゃおコミックス） ISBN 978-4-09-132080-3（2008年10月1日発行）
- 真代家こんぷれっくす!（ちゃおコミックス）全8巻
  1. ISBN 978-4-09-133439-8（2010年11月1日発行）
  2. ISBN 978-4-09-133888-4（2011年9月1日発行）
  3. ISBN 978-4-09-134766-4（2012年11月1日発行）
  4. ISBN 978-4-09-135607-9（2013年11月29日発行）
  5. ISBN 978-4-09-136603-0（2014年11月28日発行）/特装版 ISBN 978-4-09-159199-9（2014年11月28日発行）
  6. ISBN 978-4-09-137527-8（2015年9月1日発行）/特装版 ISBN 978-4-09-159215-6（2015年9月1日発行）
  7. ISBN 978-4-09-138209-2（2016年2月1日発行）
  8. ISBN 978-4-09-138599-4（2016年6月30日発行）
- トライ／アングル（ちゃおコミックス） ISBN 978-4-09-134246-1（2011年12月26日発行）
- 魔法使いにヒメのKISS（ちゃおコミックス） ISBN 978-4-09-135270-5（2013年4月30日発行）
- 少女たちの恐怖童話（ちゃおホラーコミックス） ISBN 978-4-09-135337-5（2013年5月31日発行）
- 夏恋スローライン（ちゃおコミックス） ISBN 978-4-09-135599-7（2013年11月1日発行）
- ひとりじめ♥ヒロイン（ちゃおコミックス） ISBN 978-4-09-136128-8（2014年4月30日発行）

秋田書店
- 終末フレンズ（ボニータ・コミックス）全2巻
  1. ISBN 978-4-253-26471-6（2019年5月16日発行）
  2. 電子書籍のみ（2020年6月16日発売）
- 春霞瑞獣伝 後宮にもふもふは必要ですか？ ISBN 978-4-253-27007-6（2021年9月16日発売）

講談社
- コイビト交換日記（パルシィコミックス）全2巻
  1. 電子書籍のみ（2021年1月20日発売）
  2. 電子書籍のみ（2021年12月20日発売）
- 伯爵家を守るためにとりあえず婚約しました〜ニートの令嬢は醜聞をはらし意地悪な侯爵家に対抗するためいちかばちかの婚約を決断する〜（KCx）全2巻
  1. ISBN 978-4-06-532991-7（2023年9月29日発売）
  2. ISBN 978-4-06-535480-3（2024年5月30日発売）

汐文社
- 人気漫画家が教える!まんがのかき方
  1. キャラクター基本編 ISBN 978-4-81-132298-8
  2. 背景・キャラクター応用編 ISBN 978-4-81-132299-5
  3. 物語・コマ割り編 ISBN 978-4-81-132300-8
  4. 仕上げのテクニック編 ISBN 978-4-81-132301-5

この他、いくつかのアンソロジーに寄稿されている。